# Skarface
Skarface je francouzská kapela hrající především třetí vlnu ska. Hlavní postavou kapely je zpěvák Fred, zbytek se průběžně mění, protože kapela je celou dobu svého působení převážně na cestách a to je poněkud náročný životní styl. Kapela má za sebou více než dva tisíce koncertů a vystupuje i v České republice.
Fred i několik dalších členů se hlásí k původním skinheads, což se projevuje na textech a názvech písní i alb: ty opěvují skútry, fotbal, ženy či tradici původních skinheads, ale také odmítají politiku a rasismus.

## Diskografie

### Alba
- Cheap Pounk Skaa! (1992)
- Hold Up In Skacity! (1993)
- Live, Panic & Chaos (1994)
- Sex, Scooters and Rock'n'Roll (1995)
- Skankuat Nec Mergitur (1996)
- Skuck Off! (1997)
- Full Fool Rules! (1998)
- Best & Next (1999)
- Last Music Warriors (2000)
- Merci (2002) [album plné cover písní]
- Mythic Enemy #1 (2003)
- Die Tornados vs. Skarface (2003) [Split]
- Take It Easy – Private Radio vs. Skarface (2005) [Split]
- Longlife Legendary Bastards (2008)

### Singly, EP
- 4 Tracks Of Pure Ska! (1991)
- Skarface (1995) (Promo)
- For Your Ears Only (1995)
- The "Vamos A La Playa, Senior Zorro" (1996)
- Skarface vs. Qualiter Libre (2009) (Split)

### DVD
- Live in Moscow (2005)